# Maciej Grochowski
Maciej Henryk Grochowski (ur. 14 lipca 1948 w Warszawie) – polski językoznawca specjalizujący się w językoznawstwie teoretycznym i współczesnym językoznawstwie polskim, profesor nauk humanistycznych, członek Polskiej Akademii Umiejętności.

## Życiorys
Jest synem Ireny Grochowskiej (biologa) i Jerzego Grochowskiego (profesora nauk leśnych). W 1966 ukończył VI Liceum Ogólnokształcące im. Tadeusza Reytana w Warszawie i podjął studia w zakresie filologii polskiej na Uniwersytecie Warszawskim. Ukończył je w 1971 pod kierunkiem Haliny Kurkowskiej.
W latach 1971–1974 pracował w Instytucie Badań Literackich PAN. W 1974 roku uzyskał stopień doktora nauk humanistycznych. Tematem jego rozprawy doktorskiej był Środek czynności (narzędzie, substancja, materiał) w strukturze zdania, a promotorem Zuzanna Topolińska. Od 1974 pracował w Instytucie Języka Polskiego PAN. W latach 1990–1992 kierował tam Pracownią Semantyki.
Od 1975 współpracował z Uniwersytetem Mikołaja Kopernika w Toruniu. W 1978 podjął tam pracę na stanowisku adiunkta na 1/2 etatu oraz objął funkcję kierownika Zakładu Językoznawstwa Ogólnego. W 1980 uzyskał na tej uczelni stopień doktora habilitowanego na podstawie rozprawy Pojęcie celu. Studia semantyczne. 18 grudnia 1987 uzyskał tytuł profesora nauk humanistycznych. W latach 1992–1994 pełnił funkcję dyrektora Instytutu Filologii Polskiej, w latach 1999–2014 dyrektor Instytutu Języka Polskiego UMK.
Od 2004 pracuje ponownie w Instytucie Języka Polskiego PAN. Członek Polskiej Akademii Umiejętności.
Jest autorem kilkuset artykułów naukowych i kilkunastu książek z dziedziny językoznawstwa polskiego i teoretycznego. W zasięgu jego zainteresowań badawczych pozostają nieodmiennie: semantyka teoretyczna, składnia i semantyka leksykalna języka polskiego, składnia zdania złożonego, leksykologia, filozofia języka.

## Odznaczenia
- Krzyż Kawalerski Orderu Odrodzenia Polski (14 sierpnia 2017, za wybitne zasługi w pracy naukowo-badawczej i dydaktycznej, za promowanie polskiej myśli naukowej na świecie)[3]

## Wybrane publikacje
1. Środek czynności w strukturze zdania. Narzędzie – substancja - materiał, Prace Instytutu Języka Polskiego PAN, Wrocław: Ossolineum 1975, ss. 107
2. Pojęcie celu. Studia semantyczne, Prace Instytutu Języka Polskiego PAN, Wrocław: Ossolineum 1980, ss. 128, ISBN 83-04-00516-6
3. Zarys leksykologii i leksykografii. Zagadnienia synchroniczne, Toruń: Wydawnictwo UMK 1982, ss. 147
4. Składnia wyrażeń polipredykatywnych. Zarys problematyki, [w:] Gramatyka współczesnego języka polskiego. Składnia, red. Z. Topolińska, Warszawa: Wydawnictwo Naukowe PWN 1984, s. 213–299
5. Polskie partykuły. Składnia, semantyka, leksykografia, Prace Instytutu Języka Polskiego PAN, Wrocław: Ossolineum 1986, ss. 154, ISBN 83-04-02211-7
6. Zadania z semantyki językoznawczej [współautor z Adamem Bednarkiem], Toruń: Wydawnictwo UMK 1993, ss. 64, ISBN 83-231-0374-7
7. Konwencje semantyczne a definiowanie wyrażeń językowych, Warszawa: Zakład Semiotyki Logicznej Uniwersytetu Warszawskiego 1993, ss. 116, ISBN 83-85372-14-8
8. Słownik polskich przekleństw i wulgaryzmów, Warszawa: Wydawnictwo Naukowe PWN 1995, ss. 185, ISBN 83-01-11788-5
9. Wyrażenia funkcyjne. Studium leksykograficzne, Prace Instytutu Języka Polskiego PAN, Kraków: IJP PAN 1997, ss. 126, ISBN 83-85579-79-6
10. Przysłówki i przyimki. Studia ze składni i semantyki języka polskiego, redakcja, Toruń: Wydawnictwo UMK 2005, ss. 265, ISBN 83-231-1796-9